# Chlorophorus separatus
Chlorophorus separatus är en skalbaggsart som beskrevs av J. Linsley Gressitt 1940. Chlorophorus separatus ingår i släktet Chlorophorus och familjen långhorningar. Inga underarter finns listade i Catalogue of Life.